# Christoffer Järkeborn
Carl Christoffer Järkeborn, född 27 februari 1985 i Lidköping,  är en svensk politiker (moderat). Järkeborn är utbildad jurist från Stockholms universitet och arbetar som chef för en av Skanskas byggverksamheter.  Han har tidigare varit Head of Public Affairs för Skanska, politiskt sakkunnig och stabschef på Justitiedepartementet och var riksdagsersättare februari-juni 2011.

## Biografi
Järkeborn är kommunpolitiker i Stockholms stad som ledamot i kommunfullmäktige och var ordförande för Södermalms stadsdelsnämnd under mandatperioden 2010-2014. Järkeborn har varit ordförande för Moderata Ungdomsförbundet i Skaraborg samt suttit i förbundsstyrelsen för Moderata Ungdomsförbundet. Christoffer Järkeborn var moderat kandidat i Europaparlamentsvalet den 7 juni 2009 och fick ungefär 7000 personkryss. 
Christoffer Järkeborn utsågs till en av Sveriges 101 Supertalanger av Veckans Affärer 2011 och kom 2010 tvåa till utmärkelsen Årets Nova (landets främsta supertalang) som delas ut av talangnätverket Nova 100 tillsammans med dess samarbetsföretag.
Han var under åren 2013-2020  gift med artisten och låtskrivaren Fredrik Kempe. 